# كريستيان بولانيوس
كريستيان بولانيوس نافارو (بالإنجليزية : Christian Bolaños Navarro) لاعب كرة قدم كوستاريكي ، يلعب لنادي كوبنهاغن الدنماركي ومنتخب كوستاريكا لكرة القدم المشارك في بطولة كأس العالم 2014 المقامة في البرازيل .

## روابط خارجية
- كريستيان بولانيوس على موقع الاتحاد الدولي (مؤرشف)  (الإنجليزية)
- كريستيان بولانيوس على موقع الاتحاد الأوربي (الإنجليزية)
- كريستيان بولانيوس على موقع اتحاد النرويج (النرويجية)
- كريستيان بولانيوس على موقع الدوري الأمريكي (الإنجليزية)
- كريستيان بولانيوس على موقع قاعدة بيانات كرة القدم.إي يو (الإنجليزية)
- كريستيان بولانيوس على موقع ناشيونال فوتبول تيمز (الإنجليزية)
- كريستيان بولانيوس على موقع Soccerbase.com (لاعب) (الإنجليزية)
- كريستيان بولانيوس على موقع Soccerway.com (الإنجليزية)
- كريستيان بولانيوس على موقع عالم كرة القدم.نت (الإنجليزية)
- كريستيان بولانيوس على موقع كووورة